# Airside
株式会社Airside（エアサイド）は、カラオケボックスの運営を行う日本の企業。株式会社第一興商の100%子会社。

## 概要
有限会社シグマックを前身とする。1999年にカラオケボックス事業を開始し2000年には有限会社マックへ社名変更した上で株式会社へ移行。以降も関東地方を中心に「カラオケマック」のブランドでカラオケボックスを展開し、カラオケボックス事業以外にも株式会社神戸らんぷ亭などの飲食店運営会社を買収してきた。
2016年3月1日付でマックグループの企業は持株会社制に移行することになり、株式会社マックは2015年12月に設立された株式会社ガーデンに分割吸収された上で同日付で設立された株式会社Airsideに新設分割で事業譲受し、Airsideは持株会社である株式会社ガーデンの子会社となった。
2017年6月1日付でガーデンが保有するAirside全株式は第一興商へ譲渡され、Airsideは第一興商の完全子会社となった。同時に第一興商は自社ブランドである「ビッグエコー」と併せ、カラオケボックス事業の基盤強化を図る。

## 沿革
- 1999年 - 有限会社シグマックがカラオケボックス事業を開始。
- 2000年
  - 4月 - 有限会社マックへ社名変更。
  - 8月 - 株式会社へ改組。
- 2002年9月 - 本社を新宿区下落合へ移転。
- 2004年11月 - 新形態店舗となるアジアンカラオケ「マック館」1号店を開店。
- 2006年7月 - 本社を新宿区新宿2丁目へ移転。
- 2014年6月 - 本社をとみん新宿ビル4階へ移転。
- 2016年3月 - マックグループが持株会社制となり、カラオケボックス事業は持株会社である株式会社ガーデンに分割吸収された上で株式会社Airsideを新設分割し継承。
- 2017年6月 - 株式会社ガーデンのAirside全株式譲渡により、Airsideは第一興商の完全子会社となる。同時に本社を品川区東五反田へ移転。

## 店舗

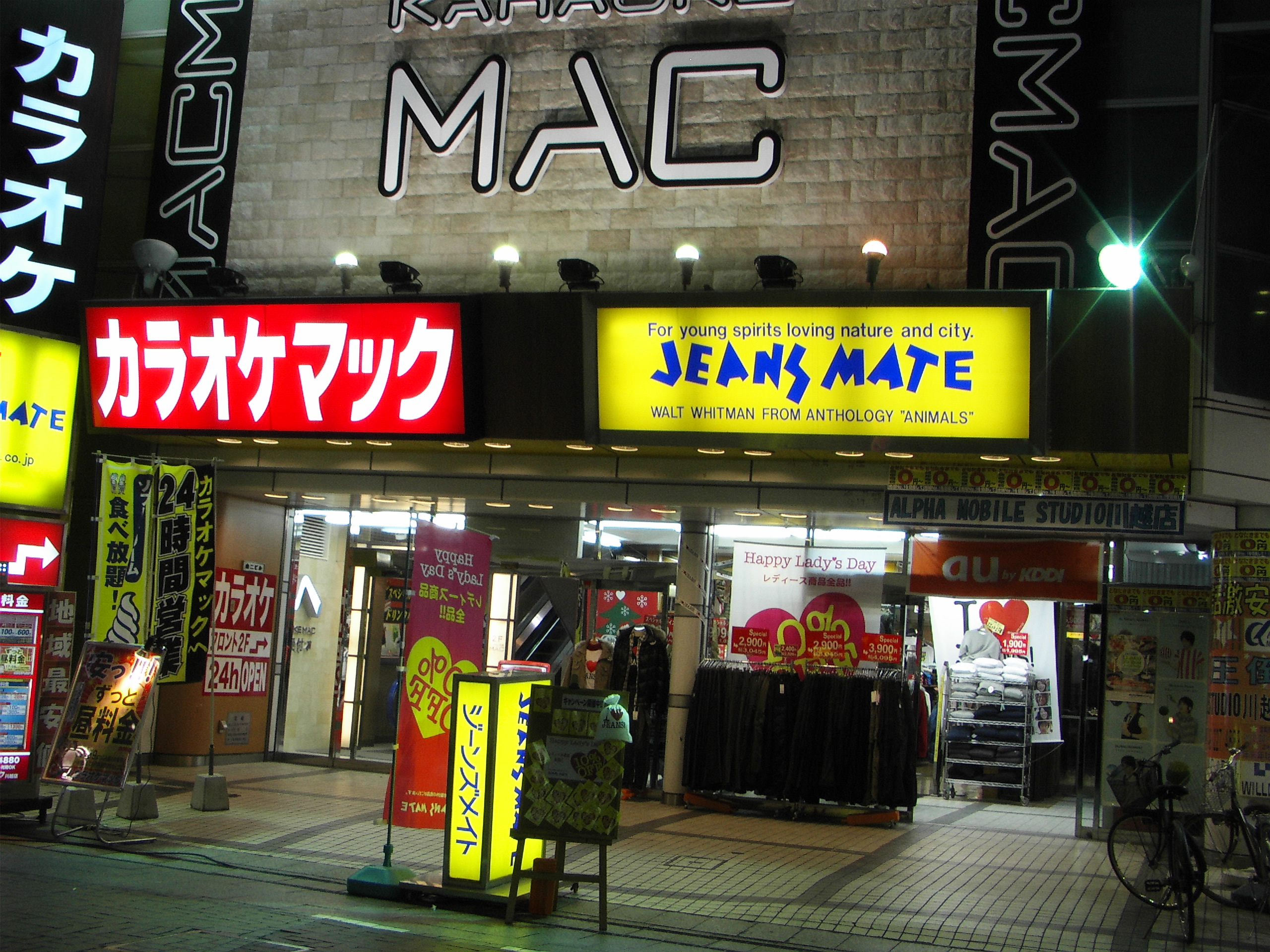
川越店 (2011年)

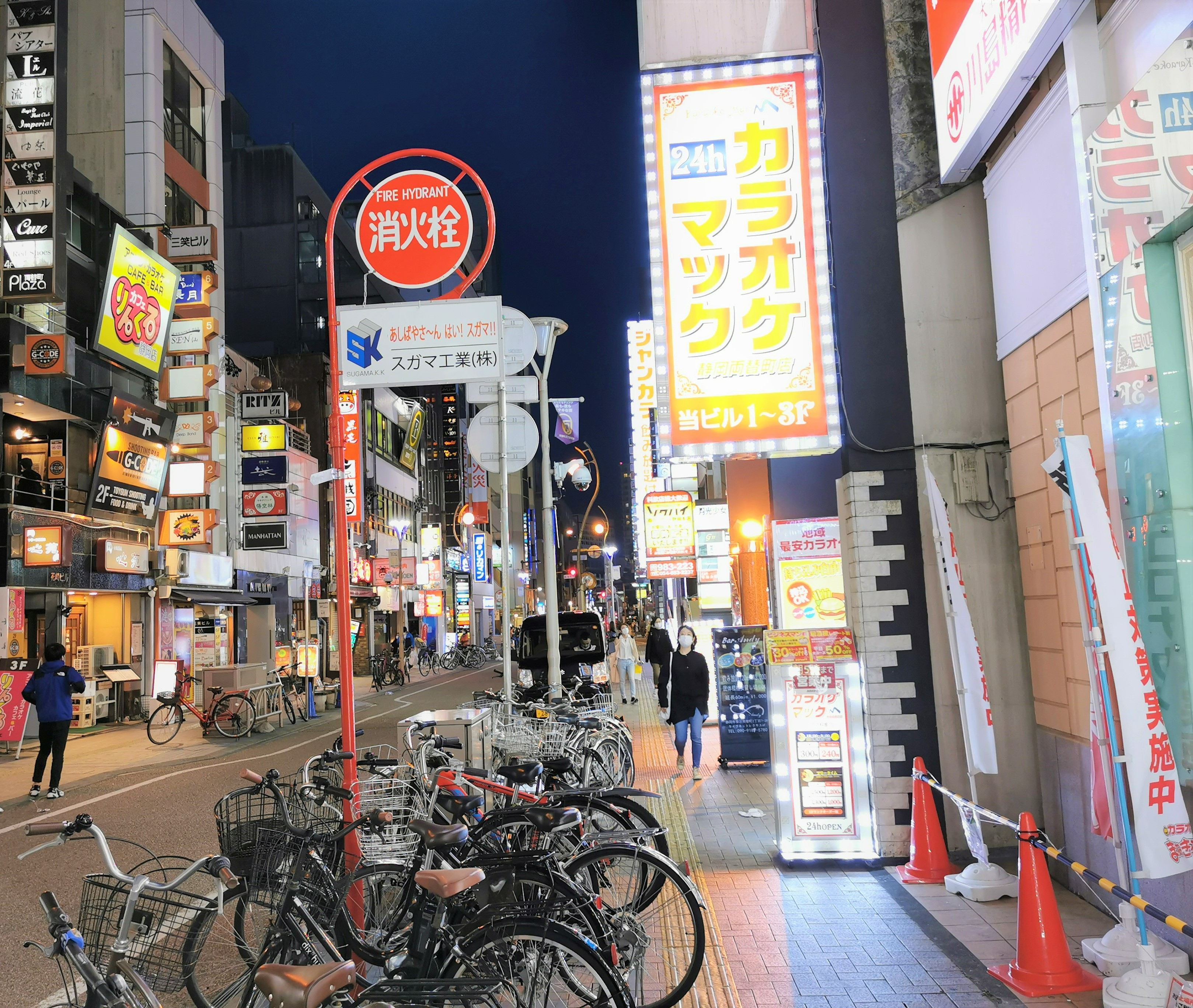
静岡両替町店 (2021年)

- 店舗はアジアンテイストの内装で統一されている。機種は第一興商グループのため「DAM」で統一されているが、ガーデン傘下時代にはエクシングの「JOYSOUND」も導入しており、現在も一部店舗で導入している為、第一興商子会社内でも特殊な立ち位置となっている。
- 2024年3月現在、宮城県・東京都・埼玉県・千葉県・神奈川県・栃木県・静岡県の7都県に出店している。
- 第一興商の自社ブランドである「ビッグエコー」にはないサービスもある。
  - 「ビッグエコー」ではDVDプレーヤーのみ貸出を行っているが、「カラオケマック」ではブルーレイプレーヤーの貸出も行っている。
  - ハンドルキーパー運動実施店舗では、お酒飲み放題コースは、同乗者はコース料金となるが、ドライバーのみドリンクバー料金となる。
  - 一部店舗では、運転代行料金・タクシー料金・駐車場料金割引サービスも行っている。但し、利用には制限がある。